# Luiz Carlos Borges da Silveira
Luiz Carlos Borges da Silveira (Lapa, 21 de abril de 1940) é um médico e político brasileiro. 
Foi ministro da Saúde no governo José Sarney, de 23 de novembro de 1987 a 15 de janeiro de 1989, e deputado federal, líder de governo no congresso nacional.
Quando ocupava o cargo de ministro da saúde, lançou a campanha do Zé Gotinha, em dezembro de 1987.